# Strandgut oder Die Rache des Meeres
Strandgut oder Die Rache des Meeres ist ein deutsches Stummfilm-Melodram aus dem Jahre 1917 von Richard Eichberg mit Ellen Richter und Bruno Kastner in den Hauptrollen.

## Handlung
Irgendwo an der norddeutschen Küste. Hier lebt Peter Olsen, der in einer sturmumtosten Nacht zum Helden wird, als er ein in schwere Seenot geratenes Boot mit seinem Passagier Arno Carlsen rettet. Carlsen wurde einst von seinem Vater, einem Senator, in die Vereinigten Staaten fortgeschickt, auf dass er sich eine unstandesgemäß erscheinende Liebschaft mit einer Sängerin aus dem Kopf schlagen möge. Nun, auf der Rückfahrt, kenterte Arnos Schiff. Freundlicherweise nimmt man Arno in Hause des Fischers Jensen auf. Der hat eine Pflegetochter namens Ihne, die mit Peter so gut wie verlobt ist. Als ein junger Fischer damit angibt, dass er ein Techtelmechtel mit Ihne hatte, wird Peter derart zornig, dass er diesen erschlägt. Peter werden im Gerichtsverfahren mildernde Umstände zuerkannt, und er muss lediglich für drei Jahre ins Gefängnis. In dieser Zeit kommen sich Ihne und Arno näher. Der Schiffbrüchige möchte diesmal alles richtig machen und begibt sich daher zu seinem einflussreichen Vater, um von diesem die Zustimmung zu einer Eheschließung mit Ihne, die ihn nach seiner Rettung aus dem Meer liebevoll gesund gepflegt hatte, zu erlangen.
Der Alte stimmt zu, und Ihne und Arno erleben als Ehepaar drei Jahre lang großes Glück ohne Probleme. Als Peter wieder auf freien Fuß gesetzt wird, kehrt dieser zu seiner Mutter heim und muss mit großer Verbitterung erfahren, dass seine geliebte Ihne nicht auf ihn gewartet, sondern den von ihm geretteten Arno Carlsen geheiratet hat. Als Ihne bei einer Aussprache gesteht, dass sie mit Arno sehr glücklich sei, lässt Peter schließlich von ihr los. Während Ihnes Abwesenheit hat Arno erneut mit eben jener Sängerin angebändelt, deretwegen ihn sein Vater einst nach Amerika fortgeschickt hatte. Als Ihne Zeugin von Arnos Untreue wird, ist sie derart wütend, dass sie ihren Gatten, der zugleich der Vater ihres Kindes ist, in einem Zornesanfall erdolcht. Dann kehrt sie zu sich nach Haus zurück, übergibt ihr Kind Peter Ohlsen und geht anschließend als Sühnetat für ihr Verbrechen ins Wasser. Bald darauf entdeckt Peter ihre Leiche als „Strandgut“.

## Produktionsnotizen
Strandgut oder Die Rache des Meeres entstand September/Oktober 1917 und passierte die Filmzensur im Dezember desselben Jahres. Die Uraufführung erfolgte im selben Monat oder im Januar 1918 in Berlins Kammerlichtspielen. Die Länge des Vierakters betrug 1444 Meter.
Die Filmbauten schuf Edmund Heuberger.

## Kritik
In Wiens Neue Kino-Rundschau heißt es: „Ellen Richter … hat die Hauptrolle inne und spielt sie mit unübertrefflicher Virtuosität. Sie hat hier eine Aufgabe gefunden, die ihre Eigenart, ihr differenziertes Können voll zur Geltung kommen läßt. Die überaus packende, interessante Handlung versetzt den Beschauer in atemlose Spannung. (…) Die sorgfältige Regie wird durch die hervorragende Darstellung unterstützt, die Photographie ist erstklassig.“